# 렝카 (칠레)
렝카(스페인어: Renca)는 칠레 산티아고 수도주 산티아고 현의 코무나이다.